# Federico Alberto Wenner
Federico Alberto Wenner (San Gallo, 17 gennaio 1812 – Capezzano, 29 agosto 1882) è stato un imprenditore svizzero appartenente a quella comunità protestante di imprenditori di origine svizzera che nella prima metà del XIX secolo seppero sfruttare le favorevoli condizioni del mercato del lavoro nell’Italia pre-unitaria dando così impulso allo sviluppo dell’industria manifatturiera, in particolar modo in Campania, allora facente parte del Regno delle Due Sicilie.

## Biografia
Federico Alberto Wenner, alias Friedrich Albert Wenner, era l'unico figlio maschio di Georg Albrecht Wenner (....-1825), rappresentante e poi socio della ditta tessile B. Baerlocher & Co. di San Gallo, emigrato colà da Lörrach nel Baden-Württemberg, Germania, ottenendo la cittadinanza svizzera nel 1807. La moglie di Georg era una Zollikofer, famiglia di commercianti sangallesi, che rimasta vedova sposerà uno dei proprietari della ditta Baerlocher.

### Matrimonio e figli
Friedrich Albert Wenner sposa Rosalia Sulzberger (5.12.1815 - ?.?.1880) figlia di Johannes e di Martha Baerlocher.
Dal matrimonio nasceranno undici figli di cui nove maschi: Giulio, Roberto, Oscar, Alberto, Emilio, Alfredo, Carlo, Vittorio, Federico, e due femmine: Luisa e Stefania.
Tutti i nove figli maschi saranno in un modo o nell'altro coinvolti nell'attività paterna ma solo Stefania, Federico, Oscar e Roberto porteranno avanti l'azienda familiare ingrandendola sia con il lavoro nella fabbrica sia con oculati matrimoni, che erano d'importanza decisiva nella strategia finanziaria d'impresa.

## Attività
Rimasto orfano di padre a soli tredici anni, dopo il matrimonio di sua madre con uno dei proprietari della ditta Baerlocher quando lui aveva sedici anni, Federico Alberto decide di trasferirsi a Napoli nel 1829 forse per allontanarsi dall'ambiente familiare o forse su invito di suo cugino materno Friedrich Zublin.
A Napoli fa presto carriera diventando già nel 1833 socio della ditta Zublin Vonwiller.

L'elegante palazzina, già abitazione di Heinrich Züblin, adibita a uffici dello stabilimento tessile Schlaepfer Wenner & C. di Fratte di Salerno in una foto del 1890 c. che documenta il trasporto di una caldaia a vapore, trainata da 18 buoi, dalle Fonderie di Fratte al suddetto stabilimento di cui sullo sfondo si vedono i capannoni e le ciminiere

Torna quindi a San Gallo giusto il tempo per sposarsi rientrando a Napoli con la moglie Rosalia Sulzberger e nel 1835 fonda, in società con Conrad Schlaepfer, una società per la filatura e tessitura del cotone: la Schlaepfer Wenner & C. che in poco tempo si espande tanto che nel 1837 dava lavoro a 200 operai a Salerno, 1400 a Nocera Inferiore e 1000 ad Angri.
Ma la novità che introdusse nel Regno delle Due Sicilie fu lo stampaggio dei tessuti di cotone che suscitò l'interesse dello stesso re Ferdinando II che volle rendersi conto personalmente di questo nuovo procedimento facendo visita alle fabbriche della valle dell'Irno il 18 maggio 1837.
Grazie al polso fermo e al prestigio di cui godeva presso le sue maestranze, per le sue qualità e idee sociali moderne e liberali, seppe mettere le sue fabbriche al riparo dai tumulti dei moti insurrezionali del 1848.
Partecipò alla prima esposizione mondiale di Londra del 1851, dove la sua azienda, ottenne un grande successo.
Alla crisi provocata nel 1861 con l'Unità d'Italia alle industrie dell'ex Regno delle Due Sicilie, che avevano beneficiato del sistema protezionistico dei Borboni, Federico Alberto Wenner rispose con autentico spirito imprenditoriale aumentando il capitale a 620.000 ducati (pari a 2.635.000 lire dell'epoca) e contemporaneamente riorganizzando da cima a fondo la sua azienda..
Nel 1862 fece costruire Villa Wenner in località Capezzano di Pellezzano affidando il progetto all'architetto Stefano Gasse allora in voga a Napoli.
Forse avvertendo il peso dell'età nel 1875 Federico Alberto Wenner, affiancò nella conduzione della ditta “Schlaepfer Wenner & C.” i suoi primi due figli Giulio e Alberto e anche il genero Carlo Schlaepfer, marito di Stefania e figlio di Conrad Schlaepfer suo socio.

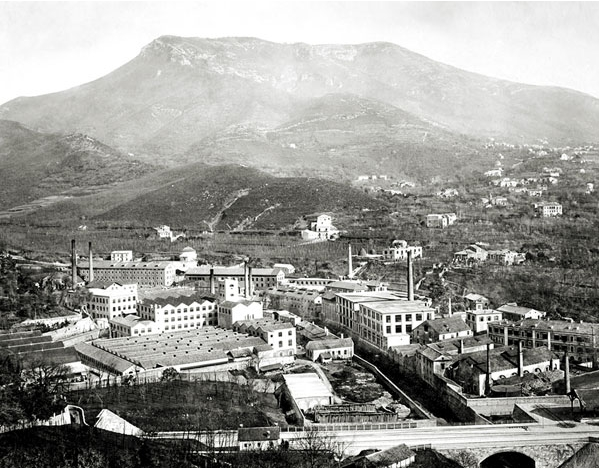
Gli stabilimenti delle Manifatture Cotoniere Meridionali (MCM) di Fratte di Salerno.

Saranno prima questi e poi Roberto e Federico a portare avanti e dare maggiore impulso alle industrie tessili di Fratte di Salerno, divenute poi le MCM, Manifatture Cotoniere Meridionali che, insieme ad altre del settore, verranno nazionalizzate nel 1918.
Dopo cinquant'anni di instancabile attività e aver dato l'avvio a una delle più grandi industrie tessili campane, Federico Alberto si spegne nel 1882 nella sua villa di Capezzano.
Il Comune di Pellezzano nel 1902 riconoscente gli dedicò una lapide che recita testualmente:
Federico Alberto Wenner 

Venuto nel MDCCCXXXV

Dalla natia San Gallo

Ricco di propositi più che di beni

In questa valle irrigua

Fatta per lui

Cospicua sede di industrie fiorenti

Orgoglio e vigore della contrada

Mostrò

Come tenacia ed alacrità

Di volere e di lavoro

Siano potenti leve di degna fortuna

Non invidiata ma benedetta

Da ogni ordine di cittadini

Il consiglio comunale di Pellezzano 

Volle

Ad esempio ed onore

Durassero il fatto ed il nome

Storia ed elogio

MCMII»
Il comune di Pellezzano gli ha dedicato anche una via mentre il Comune di Salerno ne ha dedicato una a suo figlio Roberto Wenner.